# Dez Bryant
Pour les articles homonymes, voir Bryant.
(en) Statistiques sur pro-football-reference
Desmond Bryant dit Dez Bryant (né le 4 novembre 1988 à Galveston County) est un joueur américain de football américain qui joue au poste de wide receiver.

## Biographie

### Enfance
Bryant joue à la Lufkin High School de Lufkin. Il est un des meilleurs joueurs du Texas, nommé membre de la super équipe du Texas et dans la sélection All-State (pour le Texas). Le site Rivals.com le classe quatre étoiles sur cinq et neuvième au classement des wide receiver lycéen.

### Carrière universitaire
En 2007, il finit second de l'équipe avec quarante-trois réceptions pour 622 yards et six touchdowns en douze matchs. Il bat le record de yards à la réception pour un freshman contre l'université du Kansas avec 155. Lors du Insight Bowl 2007, il reçoit neuf passes pour 117 yards et deux touchdowns pour une victoire sur les Hoosiers de l'Indiana. En 2008, il reçoit quatre-vingt-sept ballons pour 1480 yards et dix-neuf touchdowns, dont deux punt return qui seront retournés en touchdowns. Bryant est ensuite suspendu pour violation du traité de la NCAA le 7 octobre. Il est néanmoins considéré comme le meilleur receveur en 2009 et devient un candidat au Trophée Heisman qu'il ne remporte pas.

### Carrière professionnelle

#### Draft 2010
À l'annonce de sa candidature au draft de la NFL de 2010, beaucoup d'organismes le donne comme premier choix du draft. Bryant, quant à lui, espère être sélectionné au onzième choix par les Broncos de Denver qui ont échangé Brandon Marshall au Dolphins de Miami contre le choix au premier tour des Dolphins. De nouvelles rumeurs s'élèvent comme un échange du vingt-septième choix des Cowboys de Dallas contre le vingt-quatrième choix des Patriots de la Nouvelle-Angleterre. Il est sélectionné au premier tour par les Cowboys de Dallas au 27e choix. C'est la première fois qu'un joueur de l'université d'état de l'Oklahoma est sélectionné au premier tour d'un draft depuis 1989 avec Hart Lee Dykes qui avait été choisi au seizième choix par les Patriots de la Nouvelle-Angleterre.

#### Cowboys de Dallas
Il signe un contrat de cinq ans avec les Cowboys le 22 juillet 2010. Le lendemain, il est annoncé qu'il portera le numéro #88, le numéro que portait le Hall of famer Michael Irvin et Drew Pearson. Le 17 octobre 2010, Dez Bryant marque son premier touchdown en NFL, sur une passe de trente-et-un yards de Tony Romo. Le 25 octobre contre les Giants de New York au Monday Night Football, il reçoit quatre passes pour cinquante-quatre yards où il marque deux touchdowns. Lors de ce même match, il marque un punt return de 93 yards, ce qui est le plus long touchdown sur un punt return depuis Dennis Morgan qui avait marqué un touchdown après avoir renversé un punt return et parcouru 98 yards en 1974. 
Le 15 novembre 2010, il reçoit trois passes pour 104 yards et un touchdown, devenant le premier rookie à dépasser la barre des cent yards dans un match depuis Antonio Bryant. Lors d'un match contre les Colts d'Indianapolis, il se fracture la cheville et placé sur la liste des blessés. Sa première saison en NFL s'achève par quarante cinq ballons pour 561 yards et six touchdowns. 
Il est libéré par les Cowboys le 13 avril 2018 après huit saisons avec l'équipe.

## Statistiques
| Année              | Équipe                        | MJ                 |                                    | Passes réceptionnées               | Passes réceptionnées               | Passes réceptionnées               | Passes réceptionnées |       | Courses | Courses | Courses | Courses |  | Fumbles | Fumbles |
| Année              | Équipe                        | MJ                 | Nb.                                | Yards                              | Moy.                               | TD                                 | Nb.                  | Yards | Moy.    | TD      | Nb.     | Perdus  |  |         |         |
| 2010               | Cowboys de Dallas             | 12                 | 45                                 | 561                                | 12,5                               | 6                                  | 1                    | 0     | 0,0     | 0       | 1       | 1       |  |         |         |
| 2011               | Cowboys de Dallas             | 15                 | 63                                 | 928                                | 14,7                               | 9                                  | 1                    | 5     | 5,0     | 0       | 3       | 1       |  |         |         |
| 2012               | Cowboys de Dallas             | 16                 | 92                                 | 1 382                              | 15,0                               | 12                                 | 2                    | -5    | -2,5    | 0       | 5       | 2       |  |         |         |
| 2013               | Cowboys de Dallas             | 16                 | 93                                 | 1 233                              | 13,3                               | 13                                 | 1                    | 1     | 1,0     | 0       | 3       | 1       |  |         |         |
| 2014               | Cowboys de Dallas             | 16                 | 88                                 | 1 320                              | 15,0                               | 16                                 | -                    | -     | -       | -       | 0       | 0       |  |         |         |
| 2015               | Cowboys de Dallas             | 9                  | 31                                 | 401                                | 12,9                               | 3                                  | -                    | -     | -       | -       | 0       | 0       |  |         |         |
| 2016               | Cowboys de Dallas             | 13                 | 50                                 | 796                                | 15,9                               | 8                                  | -                    | -     | -       | -       | 1       | 1       |  |         |         |
| 2017               | Cowboys de Dallas             | 16                 | 69                                 | 838                                | 12,1                               | 6                                  | 1                    | -4    | -4,0    | 0       | 1       | 1       |  |         |         |
| 2018               | Saints de la Nouvelle-Orléans |                    | Ne joue pas à cause d'une blessure | Ne joue pas à cause d'une blessure | Ne joue pas à cause d'une blessure | Ne joue pas à cause d'une blessure |                      |       |         |         |         |         |  |         |         |
| Totaux en carrière | Totaux en carrière            | Totaux en carrière | 531                                | 7 459                              | 14,0                               | 73                                 | 6                    | -3    | -0,5    | 0       | 14      | 7       |  |         |         |